# Pristimantis ceuthospilus
Espèce
Synonymes
- Eleutherodactylus ceuthospilus Duellman & Wild, 1993

Statut de conservation UICN

 VU B1ab(iii) : Vulnérable
Pristimantis ceuthospilus est une espèce d'amphibiens de la famille des Craugastoridae.

## Répartition
Cette espèce est endémique de la région de Piura au Pérou. Elle se rencontre entre 1 735 et 2 780 m d'altitude sur le versant Ouest de la cordillère de Huancabamba et à 1 500 m sur le versant Ouest de la cordillère Occidentale.

## Description
Les mâles mesurent de 19,0 à 25,8 mm et les femelles de 23,5 à 26,7 mm.

## Publication originale
- Duellman & Wild, 1993 : Anuran amphibians from the Cordillera de Huancabamba, northern Peru: systematics, ecology, and biogeography. Occasional Papers of the Museum of Natural History University of Kansas, vol. 157, p. 1-53 (texte intégral).